# Anelytropsis papillosus
Anelytropsis papillosus är en ödleart som beskrevs av Cope 1885. Anelytropsis papillosus är ensam i släktet Anelytropsis som ingår i familjen blindödlor. IUCN kategoriserar arten globalt som livskraftig. Inga underarter finns listade i Catalogue of Life.
Exemplaren är i genomsnitt utan svans 277 mm långa och 26 g tunga. Förutom könsorganen finns inga skillnader mellan honor och hannar.
Arten förekommer i kulliga områden i östra Mexiko. Utbredningsområdet ligger 300 till 500 meter över havet. Anelytropsis papillosus lever i fuktiga och tidvis fuktiga skogar. Den besöker även angränsande regioner.